# Werner Gruehn

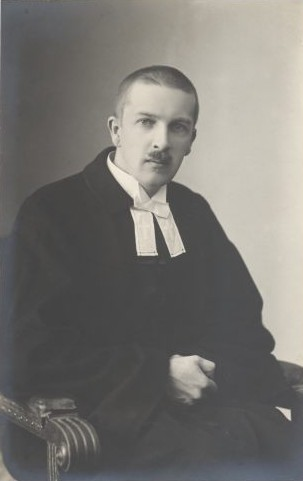
Werner Gruehn

Werner Georg Alexander Gruehn (* 18.jul. / 30. Juli 1887greg. in Balgallen, heute Balgale, Lettland; † 31. Dezember 1961 in Hildesheim) war ein deutscher evangelischer Theologe und Religionspsychologe.

## Werdegang
Nach Besuch des Gymnasiums in Riga und dem Abitur 1907 studierte er bis 1909 an den Universitäten München und Erlangen Philosophie und danach Evangelische Theologie an der Kaiserlichen Universität Dorpat. Nachdem er 1914 sein Studium abgeschlossen hatte, war er für kurze Zeit Pastor Adjunkt in Sonnaxt (heute Sunākste), wurde aber bereits 1915 Oberlehrer, zunächst in Riga, drei Jahre später in Dorpat, wo er auch seine seelsorgerische Tätigkeit als Vikar und Diakon fortsetzte. 1920 erwarb Gruehn die Lehrbefähigung für Systematische Theologie an der Universität Dorpat mit einer religionspsychologischen Arbeit, die den Ausgangspunkt seiner folgenden lebenslangen Beschäftigung mit diesem Gebiet bildete. 1921 verlieh ihm die Universität Greifswald den Titel Lic. theol., 1927 die Christian-Albrechts-Universität zu Kiel den Doktorgrad h. c. der Theologie, im selben Jahr habilitierte er sich erneut an der damaligen Friedrich-Wilhelms-Universität zu Berlin (heute Humboldt-Universität zu Berlin), wo er bis zu seiner Ernennung zum außerordentlichen Professor 1929 als Privatdozent lehrte und 1937 schließlich ordentlicher Professor für Systematische Theologie wurde. 1930 wurde Gruehn Mitglied der Akademie gemeinnütziger Wissenschaften zu Erfurt. Von 1931 bis 1939 war er neben seiner Tätigkeit in Berlin Professor und Rektor der privaten Deutschen Theologisch-Philosophischen Luther-Akademie in Dorpat.
An der Theologischen Fakultät der Universität Berlin war Gruehn bereits nach wenigen Monaten Vertreter des Führers des NS-Dozentenbundes und geriet in dieser Eigenschaft im Frühjahr 1939 in Konflikt mit Georg Wobbermin, da dieser darauf beharrte, die politisch bereits beschlossene Berufung von Gerhard Kittel aufgrund fachlicher Gesichtspunkte zu entscheiden und womöglich gar zu widersprechen.
Nach Ende des Zweiten Weltkriegs floh Gruehn nach Hannover, wo er kurze Zeit als Seelsorger tätig war, zog dann aufgrund einer schweren Krankheit nach Hildesheim und widmete sich dort wieder seinen unterbrochenen und im Krieg verlorengegangenen religionspsychologischen Untersuchungen, die er neu fasste, sowie der Neuordnung der Internationalen Gesellschaft für Religionspsychologie. Gruehns Freund Wilhelm Keilbach übernahm in seiner Nachfolge die Geschäftsführung der Gesellschaft.

## Bedeutung
Gruehns religionspsychologische Arbeiten fanden große Beachtung, auch unter Fachpsychologen. Gruehn gilt gemeinsam mit seinem Lehrer Karl Girgensohn als Begründer der Dorpater Schule für Religionspsychologie. 1927 wurde er Geschäftsführer der Internationalen Gesellschaft für Religionspsychologie, 1929 gründete er ein eigenes Religionspsychologisches Institut in Dorpat. Die religionspsychologische Methode von Karl Girgensohn, die auf der Vorlage religionsbezogener Texte und der Untersuchung der darauf folgenden Assoziationen beruhte entwickelte er zu einer Reizwort-Methode fort.

## Politische Haltungen und Verhältnis zur NS-Ideologie
Werner Gruehn wurde 1917 Mitglied im Vorstand der Deutsch-baltischen Demokratischen Partei in Riga, die sich gegen die Unabhängigkeitsbestrebungen der lettischen Bevölkerung wandte; im Jahr 1919 war er kurzzeitig durch bolschewistische Revolutionäre inhaftiert. Gruehn beantragte am 2. November 1937 die Aufnahme in die NSDAP und wurde rückwirkend zum 1. Mai desselben Jahres aufgenommen (Mitgliedsnummer 5.917.562). Er verantwortete eine antisemitisch kommentierte Neuübersetzung und Herausgabe der Erinnerungen von Aaron Simanowitsch, des Sekretärs von Rasputin und schrieb ein antisemitisches Vorwort dazu, in dem er Hitlers Rassenpolitik lobte.
In der 49. Auflage vom Handbuch der Judenfrage (Hammer-Verlag, Leipzig 1944, S. 571) von Theodor Fritsch wurde Gruehn als Vertreter einer „Rasseliteratur“ in einer Reihe mit Alfred Rosenberg, Walter Frank, Arno Schmieder, Karl Georg Kuhn, Gerhard Kittel, Hans Jonak von Freyenwald und F. A. Six genannt.

## Familie
Werner Gruehns Vater Albert Grühn war evangelischer Pastor, zunächst in Balgallen, später in Erwahlen (heute Ārlava, Lettland). 
Werner Gruehn war zweimal verheiratet. Beide Ehen, 1918 und 1926 geschlossen, wurden geschieden. Aus beiden Ehen entstammte ein Kind; der Chemiker Reginald Gruehn ist Werner Gruehns Sohn aus zweiter Ehe.

## Schriften (Auswahl)
- Neuere Untersuchungen zum Wertproblem. Ein Beitrag zur experimentellen Erforschung des religiösen Phänomens, Krüger, Dorpat 1920 (Habilitationsschrift)
- Religionspsychologie. Hirt, Breslau 1926
- Seelsorge im Licht gegenwärtiger Psychologie. Bahn, Schwerin 1926
- Die Theologie Karl Girgensohns : Umrisse einer christlichen Weltanschauung. Bertelsmann, Gütersloh 1927
- Die Frömmigkeit der Gegenwart – Grundtatsachen der empirischen Psychologie. Aschendorff, Münster 1956 (mit den Untersuchungen der 1930er Jahre)